# Kasteel Ten Torre
Kasteel Ten Torre is een kasteel in de tot de West-Vlaamse gemeente Beernem behorende plaats Oedelem, gelegen aan Ten Torre 11-14.

## Geschiedenis

#### Vroege geschiedenis
Al in 1353 was er sprake van een goed ten torre met een casteel. In 1657 was er sprake van een casteel metten opper ende nederhof.

#### 1700 - 1724: Familie de la Villette

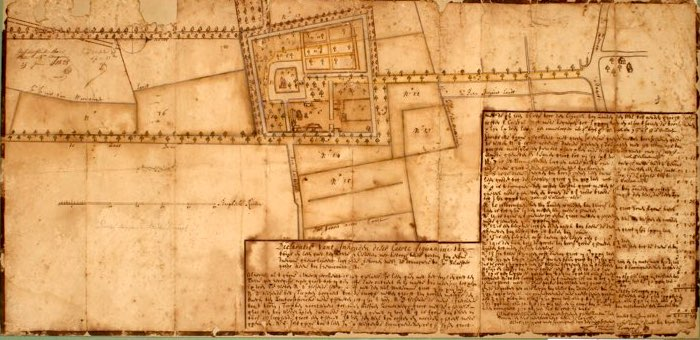
Detailkaart van kasteel en omgeving Ten Torre, circa 1700.

In het jaar 1700 koopt Jacques Robert de la Villette (†1716) het goed Ten Torre. Dit kaderde in een bredere beweging van de familie de la Villette om zich als grondheren te vestigen in de streek; ook Jacques' broer Pierre en oom Josse kopen in die jaren, respectievelijk, de goederen Moerkerke en Altena. 
Weinig gegevens zijn bewaard gebleven over de familie de la Villette en hun eigendom van Ten Torre, maar aangenomen wordt dat zij weinig wijzigingen aangebracht hebben aan het goed.

#### 1724 - 1828: Familie Arrazola de Oñate
Met het huwelijk in 1724 tussen Claire de la Villette (†1748) en Charles Marc Arrazola de Oñate (1683-1724), een kleinzoon van ridder Marc-Albert Arrazola de Oñate, kwam het goed Ten Torre in het bezit van de familie Arrazola de Oñate. Charles Marc overleed jong en kon, in tegenstelling tot zijn  familieleden, geen functies uitoefenen in Brugge of het Brugse Vrije. Zijn echtgenote hertrouwde met Charles-Joseph d'Hanins de Moerkerke (1679-1740), zoon van ridder Philippe-François d'Hanins (1653-1710) en Adrienne de la Villete, dame van Moerkerke (1653-1719).
Het 18de eeuwse kasteel stond op een quasi vierkantig stuk grond dat met een brede gracht omwald was. Rond die walgracht was er een tweede walgracht, weliswaar van een kleinere dimensie dan de omwalling van het kasteel, dat vermoedelijk meer de allure had van een ringvormige vijver. De enige zoon van Claire en Charles, Marc-Albert Arrazola de Onate (1724-1778), begon korte tijd voor zijn overlijden met renovatiewerken van het kasteel. Op het moment van zijn overlijden bezit hij ongeveer 112 hectare grond op en rond Ten Torre, naast ongeveer 176 hectare grond elders in het Brugse Vrije.. Een lijst uit 1788 maakt duidelijk dat men in het omliggende park heel wat boomsoorten kon vinden: 83 wilde acacia's, 27 appelbomen, 22 perenbomen, 11 mirabellenbomen, 4 mispels en 2 kersenbomen. . 
Ten Torre gaat over op oudste zoon Marc Joseph Arrazola de Oñate (1754-1804) die ongehuwd en kinderloos blijft. Robert Coppieters bracht tijdens de zomermaanden vaak een bezoek aan zijn aangetrouwde neef Arrazola de Oñate. Tijdens de onzekere periode in maart en april 1793, logeerden Coppieters en Charles Le Bailly de Marloop in Ten Torre, waar ze zich veiliger voelden dan in de stad.
Met het overlijden van Marc Joseph in 1804 komen zijn bezittingen toe aan zijn zus Marie Thérèse Arrazola de Oñate (1759-1828) en haar echtgenoot, Renon le Bailly de Tilleghem (1757-1824).

#### 1828 - 1892: Familie Le Bailly de Tilleghem

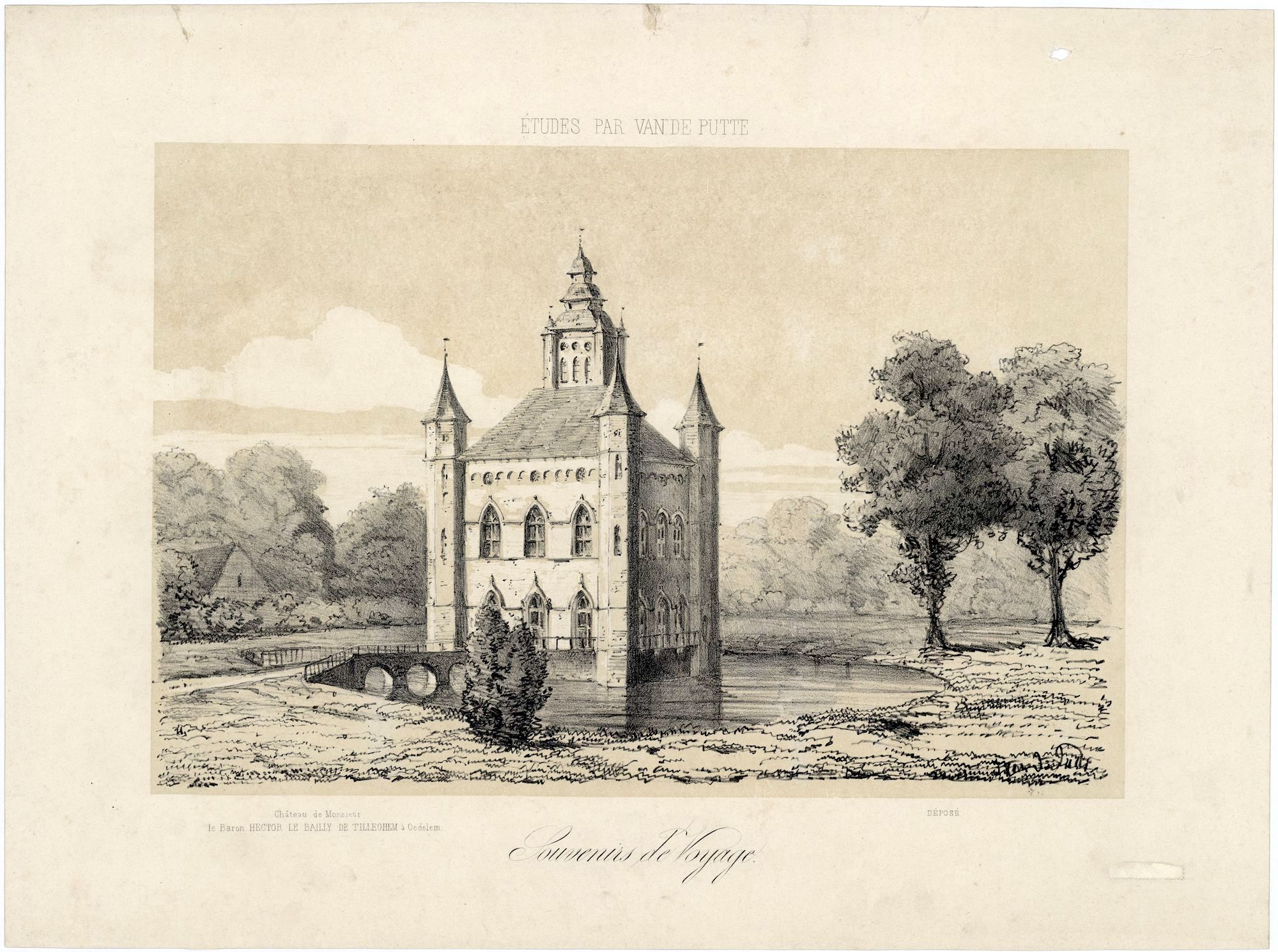
Kasteel Ten Torre na de grondige verbouwing door Hector Le Bailly de Tilleghem (1822-1877), door Jean Van de Putte in 1855

Het echtpaar Le Bailly - Arrazola was opmerkelijk gezien zij beiden volle neef en nicht waren van elkaar en het verkrijgen van de nodige dispensaties meer dan 3 jaar in beslag nam.  Zij worden aan het einde van de eeuw tot de rijkste burgers van Brugge gerekend en zijn aanwezig bij de bezoeken van Napoleon Bonaparte  aan Brugge in en 1803 en 1810; bij het bezoek in 1810 verblijft Jean-Baptiste Bessières, Hertog van Istrië bij het echtpaar. Het kasteel Ten Torre dient louter als zomers buitenverblijf, naast hun hoofdverlijfplaatsen in de Naaldenstraat in het centrum van Brugge en Kasteel Tillegem aan de rand van Brugge.
Het kasteelgoed Ten Torre komt in 1828 tot de oudste zoon van het echtpaar, Charles Joseph le Bailly de Tilleghem (1786-1833) en kort daarop tot zijn jongste zoon, Hector le Bailly de Tilleghem (1822-1877).
Vanaf 1843 laat Hector Le Bailly op de fundamenten van het oude kasteel een nieuw bouwwerk optrekken dat zal worden voltooid in 1848. In de nabijheid van het kasteel werd een steenoven ingericht om de nodige materialen te leveren.

#### 1892 - 1996: Familie de Meester de Ravenstein en nakomelingen
In 1895 werd het kasteel in opdracht van de toenmalige eigenaar, jhr. Joseph de Meester de Ravenstein (1845-1917), telg uit het geslacht De Meester, grondig herbouwd naar ontwerp van Stephane Mortier (1857-1934), die zich liet inspireren door Viollet-le-Duc. Tijdens deze verbouwing werd het dak opgehoogd, een inkomportaal met loggia en open gaanderij voor het hoofdgebouw geplaatst en een van de hoektorens tot open uitkijktoren verbouwd. Ook het omliggende park werd toen aangelegd en de bestaande vijver uitgebreid.
Na het overlijden van Joseph de Meester de Ravenstein zal het kasteel overgenomen worden door zijn dochter Marie-Jeanne de Meester de Ravestein (1886-1968) en haar echtgenoot Adrien de Schietere de Lophem (1882-1943). Na 296 jaar familiale vererving wordt Ten Torre ten slotte verkocht na het overlijden van hun oudste zoon, José de Schietere de Lophem (1913-1996). 